# Lillgrunds vindkraftpark

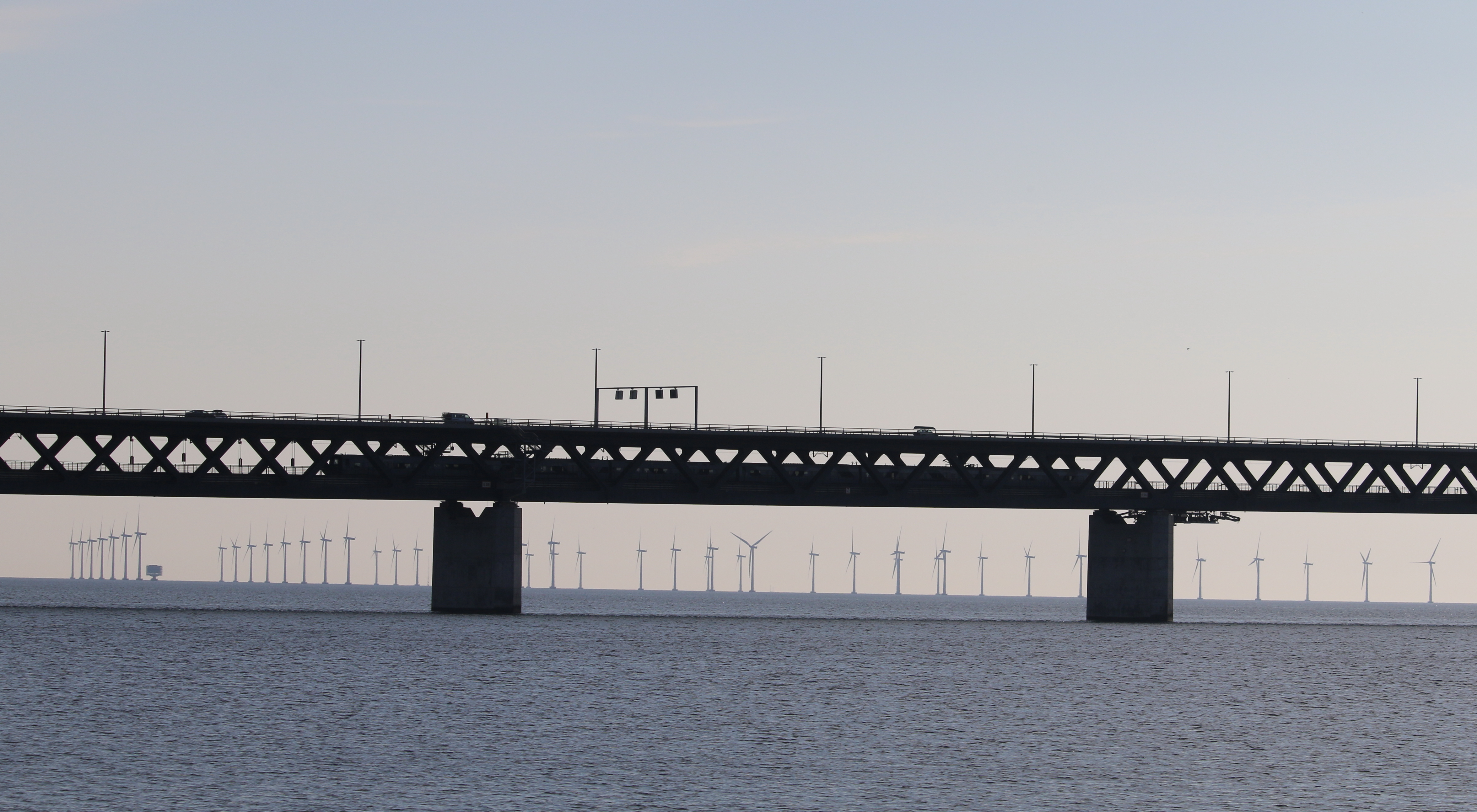
Vindkraftparken betraktad genom Öresundsbron

Lillgrund vindkraftpark är en vindkraftspark som ligger på Lillgrund cirka 10 km utanför den skånska kusten, i Öresunds svenska del söder om Öresundsbron. Parken ägs av Vattenfall AB och var 2007 den hittills största enskilda satsningen på vindkraft i Sverige. Vid färdigställandet den 26 oktober 2007 var den den tredje största havsbaserade vindkraftparken i världen. Kostnaden för parken anges till 1,8 miljarder kronor, där 213 miljoner erhållits som ett stöd från Statens Energimyndighet då projektet bedöms som ett "pilotprojekt för storskalig, havsbaserad vindkraft". De installerade vindkraftverken beräknas att hållas i drift i 20-25 år.

## Vindkraftverken och energiproduktion
Vindkraftparken består av 48 stycken verk av modell Mk II från Siemens Wind Power AB, med en toppeffekt på 2,3 MW, eller 48*2,3 = 110 MW för hela parken. Tornhöjden är 68,5 m och rotordiametern är 93 meter, vilket ger en total höjd räknat till vingarnas högsta punkt på 115 m. Varvtalet på rotorerna följer ungefärligen vindhastigheten och varierar mellan 6 och 16 varv per minut.
Medelvinden vid Lillgrund är omkring 8-10 m/s och årsproduktionen anges vara 330 GWh (0,33 TWh), vilket motsvarar en kapacitetsfaktor på 34 procent eller en medeleffekt på cirka 38 MW. Detta motsvarar hushållsel till cirka 80 000 hushåll (4 000 kWh/hushåll och år) eller el till cirka 28 000 villor (12 000 kWh,villa och år). Det kan även jämföras med det relativt näraliggande (sedan 1999/2005 nedlagda) Barsebäcksverket, som med 2 reaktorer producerade cirka 8 TWh/år eller 24 gånger så mycket som Lillgrunds 0,33 TWh/år.
Med antagande om 25 års livslängd kommer anläggningen under sin livstid att producera drygt 8 TWh, och investeringskostnaden per kWh blir cirka 22 öre. Till detta tillkommer kostnader för drift, underhåll, ränta och rivning.

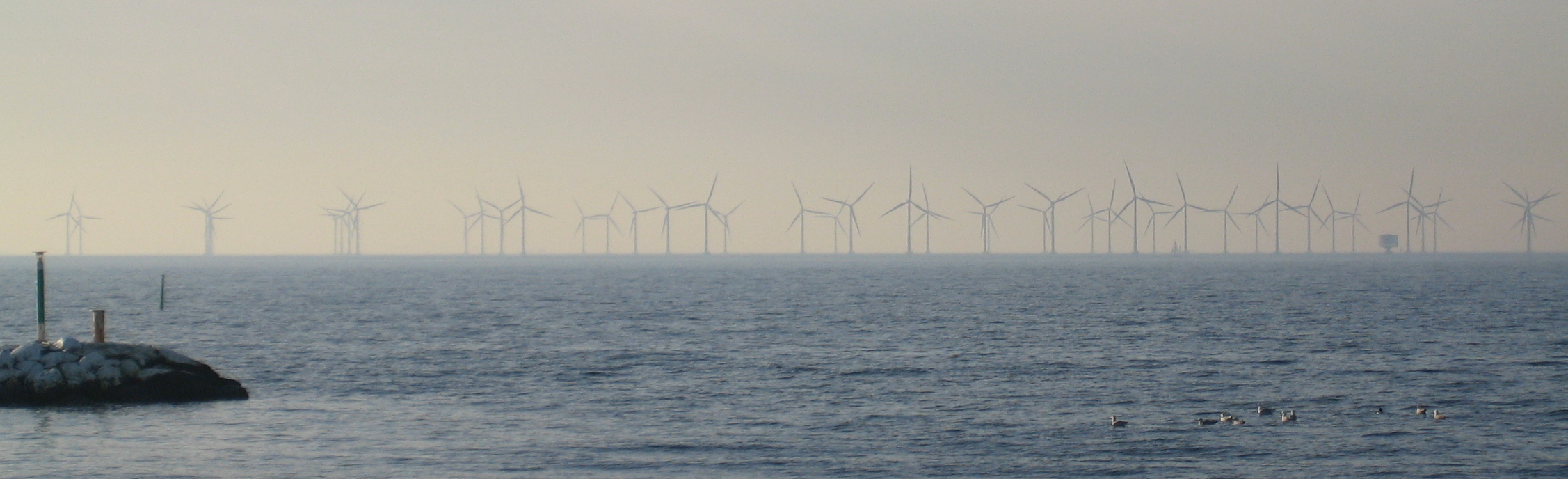
Lillgrund vindkraftspark från Klagshamns udde

## Klimatpåverkan
Vattenfalls vindkraftverksamhet är certifierad med livscykelanalys enligt EPD-systemet enligt ISO 14025 senast uppdaterad i februari 2016, där man anger ett utsläpp av växthusgaser för hela livscykeln på 15,2 gram CO2,eq/kWh (100years). EPD-analysen anges vara representativ för en mix av Vattenfalls vindkraftverk både till havs och till lands.
Redovisningen kan jämföras med en liknande sammanställning för ett mycket stort antal anläggningar runt om i världen med olika produktionsmetoder som redovisades 2012 i IPCC Special Report on Renewable Energy Sources and Climate Change Mitigation (SRREN). I tabellen nedan återges 25- respektive 75-percentil samt medianvärden, medan diagrammet visar medianvärden. Ur tabellen kan vi se att Vattenfalls vindkraftverksamhet har ungefär samma utsläppsnivåer som andra aktörer. Vi kan också se att vindkraft släpper ut 30–70 gånger mindre växthusgaser än fossil elproduktion, och har utsläpp i samma storleksordning som för kärnkraft. Vindkraftens utsläpp kommer framförallt från olika moment i uppförande och rivning.
|                | 25-perc | median | 75-perc |
| -------------- | ------- | ------ | ------- |
| PV (solceller) | 29      | 46     | 80      |
| Vindkraft      | 8       | 12     | 20      |
| Lillgrund      |         | 15     |         |
| Kärnkraft      | 8       | 16     | 45      |
| Fossilgas      | 422     | 469    | 548     |
| Kol            | 877     | 1 001  | 1 130   |